# التعليق الصبيح على مشكاة المصابيح
التعليق الصبيح على مشكاة المصابيح هو تعليق بعدة مجلدات على كتاب مشكاة المصابيح، من تأليف محمد إدريس كاندھلوي باللغة العربية، ونشر لأول مرة في دمشق عام 1935. ويهدف الكتاب إلى مساعدة القراء على دراسة الأحاديث واستيعابها بطريقة علمية. ويتناول مواضيع مختلفة تتعلق بعلوم الحديث، مثل علم مصطلح الأحاديث، وأصول نقد الحديث، ووثوق الرواة، ومعايير قبول الحديث الصحيح.

## سمات
وفقًا لمحمد كليم، الباحث من جامعة عليكرة الإسلامية ، يشرح المؤلف الأحاديث بإيجاز باستخدام لغة بسيطة، مما يجعلها شاملة وسهلة الفهم للطلاب، وهذا يضمن أن يفهم الطلاب معاني ومفاهيم الحديث دون صعوبة. يوضح التعليق النقاط والفروق الدقيقة في الأحاديث بوضوح، ويقدم تفسيرات لأي مصطلحات غير مألوفة في الحواشي. عندما تكون هناك اختلافات في الفهم والتفسير، يعرض الكتاب آراء مختلفة للعلماء ويحدد الرأي المفضل أو يقدم مقارنة بينهما. وضمن فيه الاستشهادات الدقيقة للمراجع لكتب أخرى، ويذكر مرجع الكتاب في النهاية، مما يسمح للقراء بالرجوع إلى المصادر الأصلية إذا لزم الأمر لمزيد من الدراسة.
يتضمن التعليق إحالات مرجعية واسعة النطاق إلى مجموعات الأحاديث الأخرى والأعمال العلمية ذات الصلة، مما يسمح للقراء باستكشاف وجهات نظر مختلفة وتعميق فهمهم للأحاديث. وأسلوب المؤلف في الشرح متوازن وعلمي، بعيد عن أي تحيز أو طائفية. وينصب التركيز على عرض المعاني الصحيحة للأحاديث المبنية على الأدلة الصحيحة والإجماع. وهذا ما يجعل التعليق مصدرًا موثوقًا لفهم تعاليم النبي محمد  دون تحريف أو آراء شخصية. اللغة المستخدمة في التعليق واضحة وموجزة، مما يجعلها في متناول مجموعة واسعة من القراء. يحرص المؤلف على شرح المفاهيم والمصطلحات المعقدة بطريقة بسيطة، مما يضمن أن يستفيد من الكتاب حتى ذوي المعرفة المحدودة في العلوم العربية والإسلامية.